# YHW2016 183.35901+63.98555
 (septembre 2022).
[YHW2016] 183.35901+63.98555 (également désignée SDSSCGB 16981.1 et SDSS J121326.16+635907.9) est une galaxie elliptique géante, et la galaxie la plus brillante de l'amas de galaxies MLCG 1252. La galaxie supergéante est entourée d'une radiogalaxie hypergéante ainsi que deux lobes radio géants, créés par l'activité d'un trou noir supermassif au centre de la galaxie. Elle a été découverte en mai 2009 par l'astronome Sara Ellison avec les données du Sloan Digital Sky Survey. Plusieurs estimations de sa distance existent et mettent en place la même méthode de mesure. Les mesures par décalage vers le rouge donnent une distance allant d'environ 463 ± 32 Mpc (∼1,51 milliard d'al) à environ 489 Mpc (∼1,59 milliard d'al) de la Terre et de la Voie lactée,.
La galaxie hôte de la radiogalaxie hypergéante est une galaxie elliptique géante de type morphologique E0-7, ainsi que la galaxie la plus brillante de l'amas compacts de galaxies désigné MLCG 1252, ou SDSSCGB 16981 dans le catalogue érigé grâce aux données récoltées dans le cadre du relevé astronomique Sloan Digital Sky Survey. La galaxie hôte de la radiogalaxie est dite géante, puisque que son diamètre est d'environ 77,74 kpc (∼254 000 al), dépassant la limite d'environ 50 kpc (∼163 000 al) des galaxies elliptiques normales. Elle est aussi très lumineuse, particulièrement dans l'infrarouge lointain, avec des magnitudes absolues de, -22,9 dans l'optique, -25,1 dans le proche infrarouge, et de -29,2 de l'infrarouge lointain, atteignant quasiment la luminosité des quasars,,,.
La radiogalaxie associée à la galaxie elliptique est dite hypergéante par son importante taille apparente et physique. La surveillance du ciel profond par le LOFAR dans les ondes radio a permis de mesurer la taille apparente des deux lobes radio à 6,87 minutes d'arc, soit une taille projetée de ∼ 2 millions d'a.l. (∼ 613 kpc) de diamètre,. Les lobes radio sont dans une morphologie appelée des lobes doubles-doubles (Double-Double Radio Galaxy, abrégé en DDRG en anglais), et ont été créées par l'activité d'un trou noir supermassif dans le centre de la galaxie, un trou noir probablement situé dans un quasar. La luminosité du quasar est d'ailleurs éclipsée par une grande quantité de poussière et de gaz autour du centre de la galaxie.